# Боярышник Шовица
Боярышник Шовица (лат. Crataegus szovitsii) — кустарник или небольшое дерево, вид рода Боярышник (Crataegus) семейства Розовые (Rosaceae).
Очень декоративен, хорош для живых изгородей и вероятно представляет интерес в качестве плодового.

## Распространение и экология
В природе ареал вида охватывает Восточное Закавказье и восточные районы Малой Азии.
Произрастает на каменистых склонах среди кустарников и по опушкам лесов, в средней горной зоне.

## Ботаническое описание
Кустарник или небольшое густоветвистое дерево. Ветки крепкие, буро-серые; молодые побеги густо беловойлочные; значительное число коротких побегов превращено в облиственные колючки.
Листья плотные, толстые, сизые. На цветущих побегах нижние листья обратнояйцевидно-клиновидные, лишь на вершине крупно-зубчатые или надрезанные, выше расположенные трёхлопастные, а верхние обычно глубоко пятираздельные, в очертании широкообратнояйцевидно-ромбические, длиной и шириной 3—4,5 см; средняя лопасть нередко к основанию клиновидно-суженная, острая или тупая, боковые с параллельными краями острые, довольно широкие, близ вершины с немногими зубцами, реже цельнокрайные. На стерильных побегах — более крупные, 5—9-глубокораздельные с более узкими и более надрезанными лопастями.
Соцветия диаметром до 5 см, компактные, 10—12-цветковые, густо-бело-войлочные, цветоножки длиной 1,5—5 мм. Чашелистики широкотреугольные, на кончике с насаженным крепким острием, во время цветения прямостоячие, при плодах приподнято-распростёртые. Венчик диаметром около 18 мм; тычинок 20; столбиков 3—4.
Плоды диаметром 12—15 мм, слегка волосистые, зрелые, в гербарии, тёмно-красные, обычно с 3—4, реже с 2, косточками, последние тупо трёхгранные, гипостиль треугольный, доходящий до середины косточки.
Цветение в июле. Плодоношение в октябре.
Наиболее близок к боярышнику восточному (Crataegus orientalis), от которого отличается количеством столбиков, формой чашелистиков и иным их положением при плодах, а также формой и размером листьев.

## Таксономия
Вид Боярышник Шовица входит в род Боярышник (Crataegus) трибы Pyreae подсемейства Спирейные (Spiraeoideae) семейства Розовые (Rosaceae) порядка Розоцветные (Rosales).
|  |                                      |  |                                                              |                                                              |                   |  | ещё 8 семейств (согласно Системе APG III) | ещё 8 семейств (согласно Системе APG III)    |                                              |  |  |  | ещё 7 триб (согласно Системе APG III)         | ещё 7 триб (согласно Системе APG III)         |  |  |  |  | ещё от 200 до 300 видов | ещё от 200 до 300 видов |
|  |                                      |  |                                                              |                                                              |                   |  | ещё 8 семейств (согласно Системе APG III) | ещё 8 семейств (согласно Системе APG III)    |                                              |  |  |  | ещё 7 триб (согласно Системе APG III)         | ещё 7 триб (согласно Системе APG III)         |  |  |  |  | ещё от 200 до 300 видов | ещё от 200 до 300 видов |
|  |                                      |  |                                                              | порядок Розоцветные                                          |                   |  |                                           |                                              | подсемейство Спирейные                       |  |  |  |                                               | род Боярышник                                 |  |  |  |  |                         |                         |
|  |                                      |  |                                                              | порядок Розоцветные                                          |                   |  |                                           |                                              | подсемейство Спирейные                       |  |  |  |                                               | род Боярышник                                 |  |  |  |  |                         |                         |
|  | отдел Цветковые, или Покрытосеменные |  |                                                              |                                                              | семейство Розовые |  |                                           |                                              | триба Pyreae                                 |  |  |  | вид Боярышник Шовица                          |                                               |  |  |  |  |                         |                         |
|  | отдел Цветковые, или Покрытосеменные |  |                                                              |                                                              |                   |  |                                           |                                              |                                              |  |  |  |                                               |                                               |  |  |  |  |                         |                         |
|  |                                      |  | ещё 44 порядка цветковых растений (согласно Системе APG III) | ещё 44 порядка цветковых растений (согласно Системе APG III) |                   |  |                                           | ещё 8 подсемейств (согласно Системе APG III) | ещё 8 подсемейств (согласно Системе APG III) |  |  |  | ещё около 60 родов (согласно Системе APG III) | ещё около 60 родов (согласно Системе APG III) |  |  |  |  |                         |                         |
|  |                                      |  |                                                              | ещё 44 порядка цветковых растений (согласно Системе APG III) |                   |  |                                           |                                              | ещё 8 подсемейств (согласно Системе APG III) |  |  |  |                                               | ещё около 60 родов (согласно Системе APG III) |  |  |  |  |                         |                         |